# Quantitative Ingredients Declaration
Die Quantitative Ingredients Declaration (Mengenkennzeichnung von Lebensmitteln) oder QUID ist eine Regel in Artikel 22 der Lebensmittel-Informationsverordnung und besagt, dass die Menge einer Zutat auf der Verpackung in Gewichtsprozent angegeben werden muss.
Sie gilt, wenn:
- die Zutat oder eine Zutatenklasse in der Bezeichnung des Lebensmittels genannt wird (z. B. Erdbeerjoghurt, Fischstäbchen)
- die betreffende Zutat oder Zutatenklasse von wesentlicher Bedeutung für die Charakterisierung  eines Lebensmittels und seine Unterscheidung von anderen Erzeugnissen ist (z. B. Biskuitgebäck: Mengenanteil von Ei)
- die Zutat auf dem Etikett durch Worte, Bilder oder graphische Darstellungen hervorgehoben ist (sogenannte wertgebende Bestandteile, z. B. Rotkohl „mit Johannisbeersaft“ verfeinert)

Der Verbraucher soll dadurch die Möglichkeit erhalten, die Qualität von Produkten zu vergleichen.